# ويليام وريد
ويليام وريد (بالألمانية: William Wrede) عالم ثيولوجي لوثري ألماني ولد في هانوفر (10 مايو 1859 - 23 نوفمبر 1906) وأصبح الأستاذ المساعد في جامعة فروتزواف في 1893. اشتهر بسبب أبحاثه في السر المسيحي في إنجيل مرقس حيث اقترح وجود أسباب أدبية وللدفاع عن الديانة لدى المسيحيين الأوائل لشرح غياب أي إدعاء واضح أنه المسيح. حسب رأيه فإن حل مؤلف الإنجيل مرقس للمسألة كان أنه أخفى سر أنه المسيح إلا من مؤيديه المقربين.
تعتبر كتاباته وكتابات ألبرت شفايتزر خاتمة عصر البحث القديم عن عيسى/يسوع التاريخي.

## بعض أعماله
- Ueber Aufgabe und Methode der sogenannten Neutestamentlichen Theologie, Göttingen 1897. (Published in English as "The Task and Methods of New Testament Theology", in Studies in Biblical Theology, 1973.)
- Das Messiasgeheimnis in den Evangelien, Göttingen 1901. (Published in English as The Messianic Secret, London 1971)
- Paulus, Halle 1904 / Tübingen 1907 (Published in English as Paul, London 1907)
- Die Echtheit des zweiten Thessalonicherbriefes untersucht (The Authenticity of the Second Letter to the Thessalonians investigated), Leipzig 1903.

## مواقع خارجية
- ويليام وريد على موقع الموسوعة البريطانية (الإنجليزية)

- أعماله في أرشيف الإنترنت